# Râul Balota, Tur
Râul Balota este un râu afluent al râului Tur. 